# Feldberger Dichterwegli

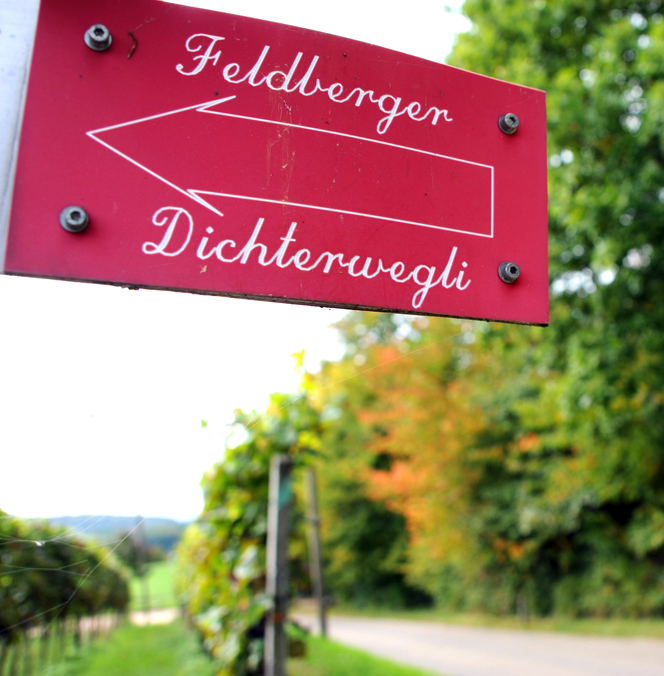
Wegweiser des Feldberger Dichterwegli

Das Feldberger Dichterwegli ist ein Lehrpfad, auf dem 20 Gedichtstafeln mit Versen alemannischer Mundartdichter zu sehen sind. Er verläuft durch die Rebberge des Müllheimer Ortsteils Feldberg im Markgräflerland. Der drei Kilometer lange Rundweg beginnt an der Feldberger Kirche und führt durch die umliegenden Weinberge. 

## Geschichte
Errichtet wurde das Feldberger Dichterwegli von Hans-Dieter Schmid, dem Enkel der Feldberger Heimatdichterin Paula Hollenweger. Laut Schmid seien im Laufe der Jahrzehnte schon so viele Dichter in Feldberg gewesen, dass es nur konsequent gewesen sei, ein Dichterwegli zu errichten. Aufgrund seiner Tätigkeit als Ausbilder beim lokalen Unternehmen Freudenberg, war es ihm möglich, die 20 Tafeln im Rahmen der Ausbildung von 32 Lehrlingen anfertigen zu lassen. Am 3. Oktober 2000, zum 20. Todestag von Paula Hollenweger, wurde das Feldberger Dichterwegli fertiggestellt.

## Inhalt

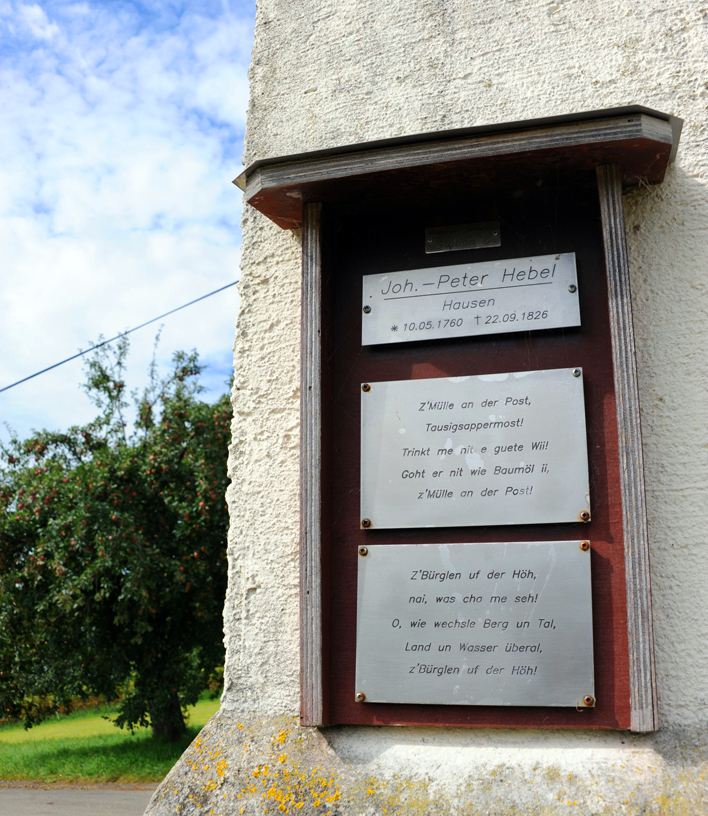
Station 6: Johann Peter Hebel

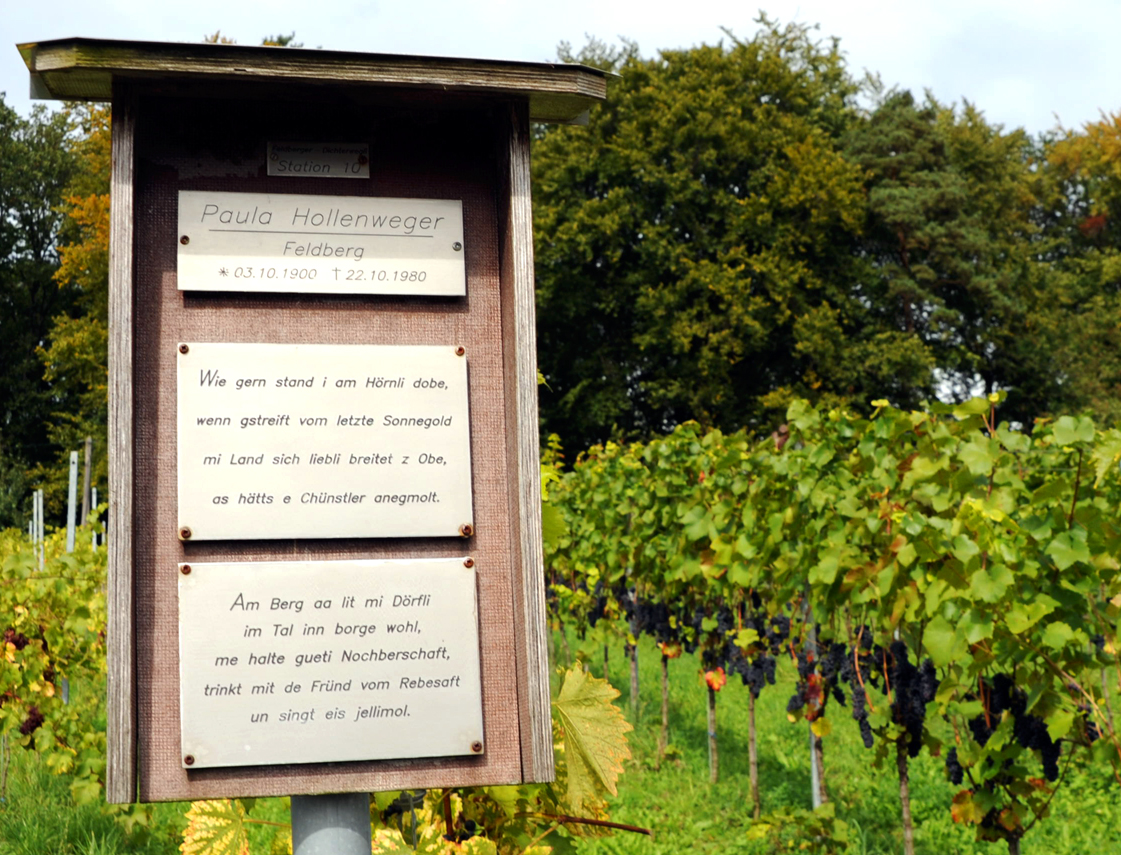
Station 10: Paula Hollenweger

Die erste Tafel gibt eine kurze Einleitung; als Hilfe für auswärtige Besucher sind auf zwei weiteren Tafeln Worterklärungen zu den rein alemannischen Gedichten angebracht. Die restlichen 17 Tafeln enthalten Auszüge aus den Werken einheimischer Dichter.
Auf dem Weg stößt man auf Künstler aus dem 18., 19. und 20. Jahrhundert, wie Johann Peter Hebel oder Werner Richter, der heute noch in Grenzach lebt. Folgende Künstler sind auf dem Dichterwegli vertreten:
- Werner Richter (* 10. Februar 1929 in Grenzach-Wyhlen)
- Alban Spitz (1906–1996)
- Fritz Gugelmeier (* 9. März 1901 in Auggen; † 9. März 1978 ebenda)
- Karl Berner (* 26. Januar 1863 in Kandern; † 19. Dezember 1941 ebenda)
- Johann Peter Hebel (1760–1826)
- Lina Kromer (1889–1977)
- Fritz Wolfsberger (* 10. März 1902 in Müllheim; † 11. Februar 1959)
- Paula Hollenweger (1900–1980)
- Liesel Meier-Küchlin (* 27. Juli 1907 in Schallstadt-Wolfenweiler; 17. Mai 2002)
- Gerhard Jung (1926–1998)
- Hubert Baum (* 14. April 1906 in Freiburg; † 23. Oktober 1976)
- Ernst Niefenthaler (* 31. Dezember 1894 in Bürchau; † 17. August 1970)
- Karl Kurrus (* 25. Oktober 1911 in Endingen; † 6. Januar 1993)
- Ida Preusch-Müller (* 16. April 1889 in Kandern; † 21. Juni 1974)
- Hedwig Salm (* 14. September 1889 in Neuenweg; † 19. September 1981 in Freiburg)
- Paul Nunnenmacher (* 28. Juni 1929 in Sulzburg; † 25. September 2011 in Freiburg)
- Liesel Meier (* 12. Dezember 1933)